# エスクァイア
『エスクァイア』（Esquire）は、1933年にアメリカ合衆国シカゴで創刊された世界初の男性誌である。

## 概要

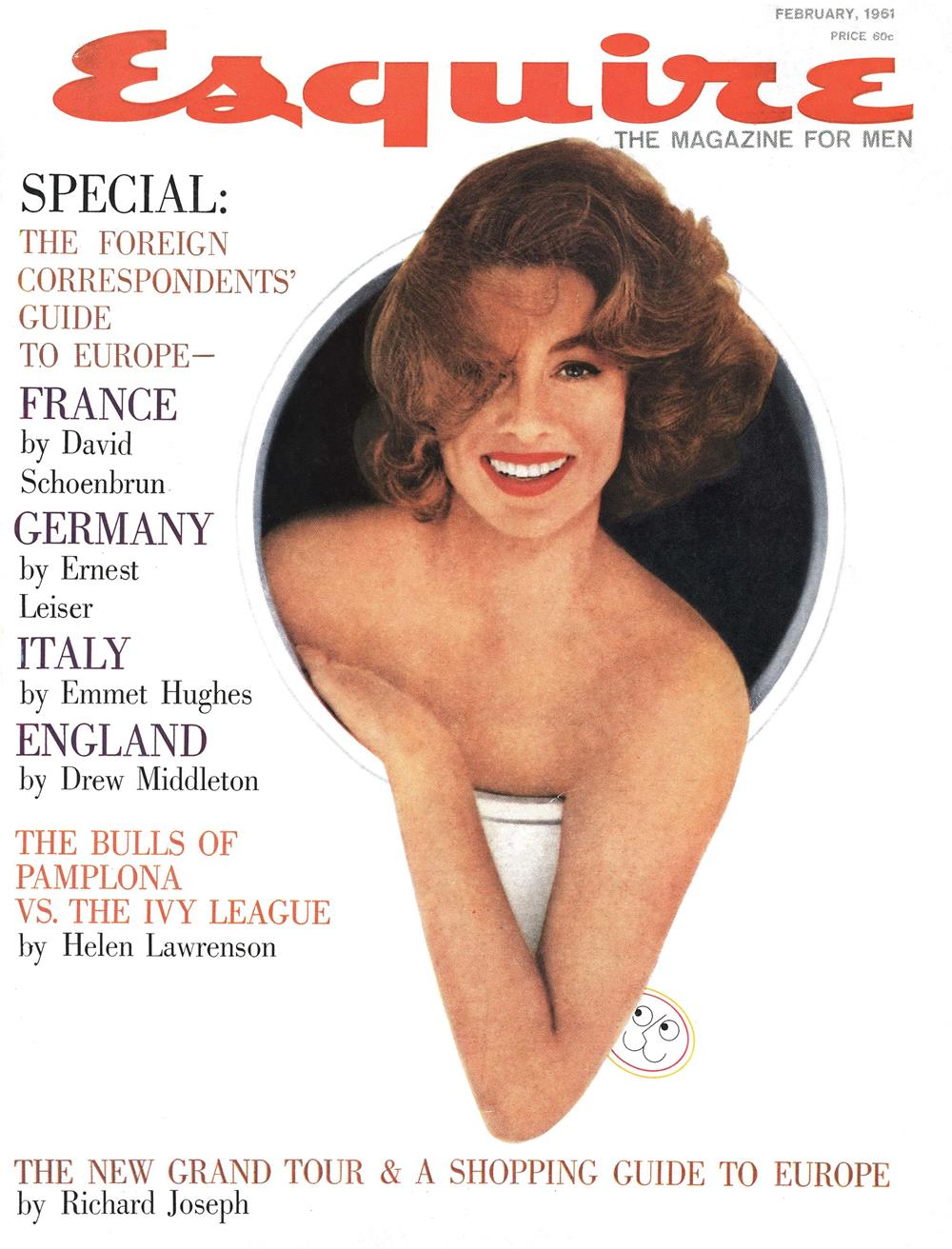
1961年2月号の表紙。

1933年にアーノルド・ギングリッチ、デビッド・スマート、ヘンリー・ジャクソンの3人が創刊した。創刊編集長は ギングリッチで1945年まで編集長を務めた。アーネスト・ヘミングウェイやF・スコット・フィッツジェラルドが寄稿したことで話題を集めた。
2013年現在、媒体の事業はハースト・コーポレーションが保有しており、拠点もニューヨークに移っている。発行国は世界20か国で、ファッションよりもカルチャー・ライフスタイル関連の情報に強いのが特徴である。

## 日本版
日本では、1987年に株式会社UPUから創刊された。発行人は吉澤潔。創刊企画「90年代、日本を変えるエスクァイアたち」には、金子郁容、新井将敬、松浦寿輝、沢田研二が並び、そのアメリカ版特集として、スティーブ・ジョブズ、ブルース・スプリングスティーン、ロン・ハワードなどが取り上げられた。1995年には株式会社エスクァイアマガジンジャパン名義に移行。発行人は引き続き吉澤、編集人は山田三夫となっていた。
出版元は後にカルチュア・コンビニエンス・クラブ系列子会社となり、2009年5月に休刊となった。
2013年、ハースト社の日本法人であるハースト婦人画報社が発売している『MEN'S CLUB』7月号（同年5月24日発売）別冊付録として再登場。同号誌面ではほぼ全面で映画『華麗なるギャツビー』をピックアップした。
現在、日本では年に2回の季刊誌として『Esquire BBB』が発売されているほか、『MEN'S CLUB』と共通の公式サイトが展開されている。

## 国際版
- 中国
- チェコ
- ギリシャ
- エルサルバドル
- 香港
- インドネシア
- 韓国
- マレーシア
- メキシコ
- オランダ
- フィリピン
- 台湾
- ルーマニア
- ロシア
- シンガポール
- スペイン
- タイ
- トルコ
- ウクライナ
- イギリス